# Sophia Loren
Sophia Loren (Rim, 20. rujna 1934.), pravim imenom Sofia Villani Scicolone, talijanska je glumica i dobitnica Oscara, koja je u 1960-ima stekla svjetsku slavu.

## Mlade godine
Sophia Loren rodila se u Rimu kao dijete inženjera Riccarda Scicolonea i učiteljice glasovira Romilde Villani, koja je i sama htjela postati glumica. Odrasla je u siromašnim uvjetima u gradu Pozzuoli kraj Napulja dok je još trajao 2. svjetski rat. Mali stan dijelila je sa sestrom Marijom, roditeljima, djedom, bakom, ujacima te tetama – kasnije je izjavila da ju je život u siromaštvu učinio žilavijom osobom. Kao dijete smatrala se ružnom djevojkom, ali je kasnije izrasla u ljepoticu. Njena sestra udala se za Romana Mussolinija, sina Benita Mussolinija. Sophia je već s 15 godina otišla tražiti filmske uloge u Rimu, a s plaćom od posla kao model za ilustrirane romantične priče uzdržavala je svoju obitelj.

## Karijera
Nakon malih uloga u filmovima, kao što su Quo Vadis, Sophia je 1957. upoznala starijeg producenta Carla Pontija s kojim se udala na svoj 23. rođendan. Od njega se morala rastaviti kako bi ga spasila od optužbe za bigamiju jer je on već prije bio oženjen, ali je ipak ostala s njim u ljubavnoj vezi. Bilo je poznato da su mnogi glumci bili očarani njenom ljepotom; na setu filma Ponos i strast Cary Grant se tako duboko zaljubio u nju da ju je zamolio da se uda za njega iako je znao da je već udata za Pontija, a i Peter Sellers zagledao se u nju dok su zajedno snimali komediju Milijunašica te je navodno bio spreman i razvesti se od svoje supruge zbog nje.
Kada je 1962. osvojila Oscara za talijansku ratnu dramu La Ciociara, snimljenu po predlošku istoimenog Moravijina romana, postala je prva glumica u povijesti koja ga je dobila izvan engleskog govornog područja. Godine 1967. nastupila je u posljednjem filmu kojeg je režirao Charles Chaplin, Grofica iz Hong Konga, ali koji nije bio hvaljen od kritike, a uz to se i posvađala sa zvijezdom Marlonom Brandom. Marcello Mastroianni, njen prijatelj, nastupio je u 13 filmova s njom, među kojim je bio i Brak na talijanski način.
Godine 1982. odslužila je 18 dana u zatvoru u Italiji zbog neplaćanja poreza. Empire časopis ju je 1995. prozvao 25. najseksi zvijezdom u filmskoj povijesti, a mnogi su ju smatrali privlačnom i nakon što je prešla 60. godinu. Osim Oscara, osvojila je i 5 Zlatnih globusa; četiri puta za najpopularniju žensku zvijezdu, a jednaput za životni doprinos filmu.
Prije svojeg prvog djeteta imala je dva spontana pobačaja. Ipak, usprkos komplikacijama, uspjela je kasnije roditi dvoje djece koje su se zvali Carlo Ponti Jr. i Edoardo Ponti. U zadnje vrijeme bavi se financiranjem poslova za kuharice, šminku, nakit i parfeme. 2007. najavila je objavljivanje u Pirelli kalendaru sa 72 godine, iako je osporila da će se pojaviti gola.

## Izabrana filmografija
- 1951. - Quo Vadis
- 1954. - Attila
- 1957. - Ponos i strast
- 1960. - Milijunašica
- 1960. - La Ciociara; osvojen Oscar, nominacija za BAFTA-u
- 1961. - El Cid
- 1962. - Boccaccio ‘70
- 1963. - Jučer, danas i sutra
- 1964. - Brak na talijanski način; nominacija za Oscara i Zlatni globus
- 1966. - Arabesque
- 1966. - Judith
- 1966. - Više od čuda
- 1972. - Čovjek iz La Manchae
- 1974. - Putovanje
- 1984. - Aurora by Night
- 1994. - Pret-a-Porter; nominacija za Zlatni globus

## Vanjske poveznice
- IMDb profil
- SophiaLoren.com  Arhivirana inačica izvorne stranice od 11. listopada 2007. (Wayback Machine) (offline)
- TCM movie database  Arhivirana inačica izvorne stranice od 30. rujna 2007. (Wayback Machine)
- Fan site